# 11739 Baton Rouge
11739 Baton Rouge eller 1998 SG27 är en asteroid i huvudbältet som upptäcktes den 25 september 1998 av de båda amerikanska amatörastronomerna Walter R. Cooney, Jr. och Matthew Collier vid Highland Road Park-observatoriet. Den är uppkallad efter den amerikanska staden Baton Rouge.
Asteroiden har en diameter på ungefär 17 kilometer och den tillhör asteroidgruppen Hilda.